# 中国伊斯兰恐惧症
中国伊斯兰恐惧症是指在中国对伊斯兰教和穆斯林表达焦虑、恐惧、敌意和排斥的一系列话语、行为和结构。一般来说，仇视伊斯兰教可以通过劳动力中的歧视、媒体的负面报道和对穆斯林的暴力来表现。

## 历史
钱景源等人认为，汉族人和穆斯林之间的历史冲突，如同治回乱，已经被一些汉族人用来合法化和助长当代中国的反穆斯林信仰和偏见。学者和研究人员还认为，西方仇视伊斯兰教和“反恐战争”的进程有助于反穆斯林情绪及其做法在中国的主流化。
据报道，穆斯林被迫在拘留所和新疆再教育营吃猪肉。自从习近平成为中国共产党中央委员会总书记以来，反对伊斯兰教的运动已经扩展到海南的回族和维吾尔社区。

### 新闻报道
中国传统媒体对民族问题特别是穆斯林问题的报道一向十分谨慎，为中国不同民族、不同宗教的团结以及中国与穆斯林国家的外交关系营造了良好的环境。但从2015年开始，在一系列恐怖袭击和欧洲难民危机出现后，对穆斯林和伊斯兰教的敌意开始激增。一些观察家认为，尽管中国长期存在对穆斯林的负面成见，但全球仇视伊斯兰教情绪抬头、假新闻的影响、中国共产党对穆斯林少数民族的行为加剧了国内的仇视伊斯兰教情绪。
据《华盛顿邮报》报道，在中国播出的媒体片段也刺激了反穆斯林情绪，这些片段经常把穆斯林描绘成危险的、容易发动恐怖主义袭击的人，或者是政府不成比例地援助的接受者。
根据2018年的一项研究，对中国新闻报道的分析显示，对穆斯林和伊斯兰教的报道总体上是负面的。研究还显示，非穆斯林中国人对伊斯兰教和穆斯林持负面看法，一些中国穆斯林向媒体阐述对自己的负面描述存在歧视和意识形态偏见。

### 网络
2017年，记者Gerry Shih在网络社交媒体帖子中描述了仇视伊斯兰教的言论，认为这是因为在大学入学和家庭规模限制豁免方面，穆斯林少数民族的优势被认为是不公平的。2018年，《南华早报》的一篇文章也将中国网络仇视伊斯兰教描述为“越来越普遍”，特别是因为有关于穆斯林少数民族获得机构优待的消息和新疆发生恐怖袭击的消息。2018年，加州大学圣日耳曼分校对77人进行了一项研究显示，腾讯QQ上的642条帖子表明，网上仇视伊斯兰教的现象尤其集中在穆斯林人口较多的省份。
据《哥伦比亚新闻评论》的托尼·林（Tony Lin）称，许多中国用户利用微博和微信等热门社交媒体传播来自西方极右翼媒体的反穆斯林假新闻。他写道，在2019年基督城清真寺枪击案之后，中国社交媒体帖子和报道该事件的各种主流媒体网站下最受欢迎的评论是明确的反穆斯林或支持枪手。其他文章报道了网民对清真寺枪击案的各种反应
2019年的一项研究分析了微博上超过10000条与伊斯兰教和穆斯林有关的帖子，结果显示，反穆斯林情绪是围绕这一主题的共同框架。网站上活跃的中国穆斯林用户反映，他们回复反穆斯林帖子，试图让其他人了解他们的生活和信仰。尽管如此，由于大汉族主义的话语权和党政机关严格的审查制度，网上穆斯林用户面临许多挑战。

### 新疆种族灭绝
新疆种族灭绝指控是對於中華人民共和國新疆的维吾尔族穆斯林及其他少数民族及宗教少数派群体自從2017年3月以来的生存狀況的指控，指控现任中共中央总书记习近平领导下的中国共产党和中华人民共和国政府对新疆以穆斯林为主的维吾尔族人和其他少数民族和宗教少数派群体成员做出種族滅絕的暴行。
2021年2月，一些維吾爾族女性向德國之音等媒體供述她們在新疆再教育营的经历，令指控持續發酵。中华人民共和国外交部和驻外机构持續反驳，并认为指控者捏造經歷，其说法是片面之辭、假新聞。反对该指控的观点认为，这是把相关问题政治化，且是一种政治操作，并且指出欧美传媒忽视新疆维吾尔族人口不断增加的事实。

## 拓展阅读
- . The Economist. 2019-09-26  [2019-11-10]. ISSN 0013-0613. （原始内容存档于2021-06-11）.